# Ermenegildo Valle
Ermenegildo Valle, detto Gildo (Tocco da Casauria, 5 dicembre 1943), è un allenatore di calcio ed ex calciatore italiano, che ha militato in Serie A con la maglia della Ternana.

## Carriera
Centrocampista difensivo, cresciuto nelle giovanili della Roma, ma senza riuscire ad arrivare in prima squadra, compie la prima parte della carriera prevalentemente in formazioni minori della Campania quali Puteolana ed Internapoli, quindi nell'estate 1970 passa alla Ternana, all'epoca militante in Serie B. In Umbria Valle si impone da titolare nella prime due stagioni, contribuendo attivamente, nell'annata 1971-72, alla storica prima promozione dei rossoverdi in Serie A con 3 reti in 36 presenze.
Valle nella stagione successiva in massima serie viene inizialmente messo fuori causa da un infortunio, per poi esordire il 10 dicembre 1972 a Milano contro l'Inter e disputare altri 17 incontri nella stagione che vede i rossoverdi di Corrado Viciani chiudere l'annata all'ultimo posto. Resta in rossoverde altre due stagioni, con una nuova promozione in A e un'altra immediasta retrocessione, ma essenzialmente da rincalzo (solo 13 presenze in 2 stagioni). Torna quindi nelle serie minori, giocando due anni tra le file della Nocerina, cessando poi l'attività agonistica nelle file del Sulmona col doppio incarico di allenatore-giocatore. Prosegue quindi la carriera di allenatore nelle serie dilettantistiche abruzzesi.
In carriera ha totalizzato 24 presenze in Serie A e 76 presenze e 3 reti in Serie B, tutte con la maglia della Ternana.

## Palmarès

### Club

#### Competizioni nazionali
- Campionato italiano di Serie B: 1

Ternana: 1971-1972
- Serie D: 1

Internapoli: 1966-1967